# Siegfried Haas (Künstler, 1958)
Siegfried Haas (* 10. März 1958 in Steinheidel-Erlabrunn; † November 2013 in Dresden) war ein deutscher Künstler und Bildhauer.

## Biographie
Siegfried Haas wuchs in Schlema/Erzgebirge auf und machte 1976 seinen Abschluss als Geologe bei der SDAG Wismut.
1981 beschäftigte er sich erstmals mit der Bildhauerei. 1985 siedelte er nach Dresden um und lernte dort Ray van Zeschau und Rainer A. Schmidt kennen und arbeitete dort mit der Undergroundfilmgruppe FESA, die ihn in zwei Filmen als Darsteller besetzten. Zum 24. Filmfest Dresden wurde „Warten auf Bodó“ und zum 25. alle beiden Filme mit Siegfried Haas mit Unterstützung des Beauftragten der Bundesregierung für Kultur und Medien im Sonderprogramm des 25. Filmfestes Dresden „Picknick am Zonenrand“ auf der großen Leinwand des Fritz-Lang-Saales des Dresdner Kinos Schauburg erstmals komplett wieder gezeigt. Durch den Abend führte der Autor und Filmhistoriker Claus Löser in Anwesenheit der Protagonisten. Weiterhin lief der Film „WARscheinlich“ mit Siegfried Haas in der Hauptrolle an vier Tagen in der Filmfestreihe „Fehlfarben-Dresden zwischen 1985 und 1992“ in drei Dresdner Kinos sowie in der Unterkirche der Frauenkirche Dresden.
In den 1980er-Jahren gestaltete er die Außenanlagen sowie den Innenbereich der 1901 gegründeten Kindertagesstätte „Albertstift“ in Dresden-Löbtau um. Seit 1995 war er als freischaffender Bildhauer tätig. 2008 schuf er in Dresden mit dem 15 × 70 Meter großen „Die vier Jahreszeiten“ das größte Dachbild Deutschlands, welches noch aus rund 1,5 km zu sehen ist.
Anfang November 2013 erschoss sich Siegfried Haas in seiner Dresdner Wohnung. Er wurde auf dem Loschwitzer Friedhof beigesetzt.
Siegfried Haas war Mitglied im Bundesverband Bildender Künstlerinnen und Künstler sowie im Künstlerbund Dresden. Er wird vertreten durch die Galerie Sybille Nütt.

## Ausstellungen (Auswahl)
- 2012 OBEN – Kunst und Raum, Albrechtsburg Meißen Gemeinschaftsausstellung Künstlerbund Dresden e.V.
- 2012 Ausstellung Fotografie Schichtungen, Villa Haar, Weimar ab 20. Mai
- 2008 Skulpturensammlung Wübbena, Funnix
- 2008 Kunstmeile Skulptur Open-Air, Kunstkreis Gräfelfing/München
- 2006 Galerie im Museumsdorf Glashütte mit Maler Ernst Feldt
- 2004 Skulpture Grande, Europäisches Skulpturen Open-Air, Wenzelsplatz, Prag
- 2002 Akte über Akten, Stadtarchiv Dresden Galerie im Regierungspräsidium
- 1999 Hasenplage, Skulptur und Fotografie, Sächsisches Staatsministerium der Finanzen
- 1998 Villa Eschebach
- 1998 Wegzeichen / Lebenszeichen, Skulptur und Fotografie, 
Richard-Wagner-Museum Graupa
- 1996 Ausstellung zum UNESCO-Ball, Galerie Mersmann, Düsseldorf, mit Richard Chamberlain
- 1996 Ausstellung am Staatsschauspiel Dresden

## Filme
- 1987: Warten auf Bodó FESA (feige sau)
- 1987: WARscheinlich FESA (feige sau)